# De Pere, Wisconsin
De Pere là một thành phố thuộc quận Brown, tiểu bang Wisconsin, Hoa Kỳ. Năm 2000, dân số của thành phố này là 20559 người.